# 王碧云
王碧云（1931年—），女，台湾彰化人，中国手风琴演奏家，曾任第四届全国人大代表，第五、六、七、八届全国政协委员。